# MerleFest
MerleFest es un festival anual estadounidense de música tradicional que se lleva a cabo en el campus del Wilkes Community College en la localidad de Wilkesboro (Carolina del Norte). El festival, que se lleva a cabo el último fin de semana de abril, fue fundado por el músico Doc Watson antes de su muerte y lleva el nombre en memoria y honor de su hijo, Eddy Merle Watson,  quien murió en un accidente en 1985.

## Historia

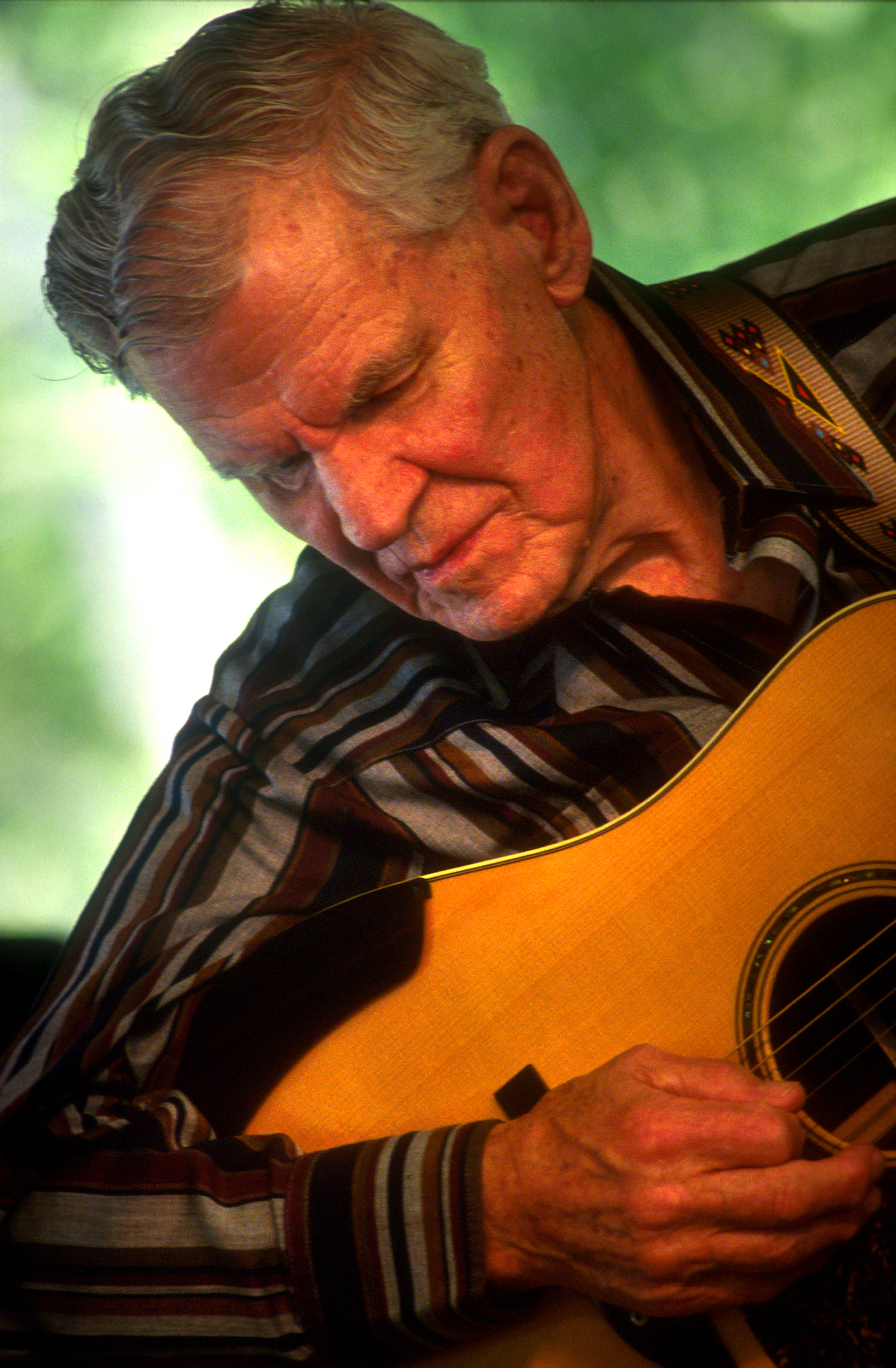
Doctor Watson

Originalmente, fue creado como un evento anual en memoria de Merle Watson. Se cree que el festival obtuvo su nombre cuando una mujer llamó pidiendo entradas para el "Merlefest". 
El festival, fundado en 1988 por Doc Watson, es el principal evento de recaudación de fondos para el Wilkes Community College. Desde su fundación atrae a una gran multitud de público, lo que lo convierte en uno de los festivales de música más grandes de los Estados Unidos.  Se estima que el festival genera más de 10  millones de  dólares en ingresos comerciales y turísticos al condado de Wilkes y sus alrededores cada año. 
El festival tiene una duración de cuatro días y la música se distribuye en 13 escenarios diferentes, lo que ofrece a los visitantes una amplia variedad de grupos y estilos para elegir.  MerleFest ofrece una mezcla de música de raíz tradicional y contemporánea, una mezcla musical que el propio Doc denominó "tradicional plus". Reúne Bluegrass, acústica contemporánea, blues, folk, música antigua, cajún, jazz, country, celta, americana, rock y música de cantautores. A menudo se puede disfrutar de los artistas en sesiones improvisadas en el escenario con combinaciones inusuales de músicos, como Bob Weir, exintegrante de Grateful Dead cantando con Sam Bush y Gillian Welch con The Waybacks.
Entre los artistas que han actuado en el MerleFest durante los primeros 24 años incluyen a Dolly Parton, Willie Nelson, Earl Scruggs, The Kruger Brothers, Carolina Chocolate Drops, John Prine, Alison Krauss & Union Station, Donna the Buffalo, Natalie MacMaster, Vassar Clements, Hot Tuna, Alan Jackson, Darius Rucker, David Grisman, Ricky Skaggs, Emmylou Harris, Jerry Douglas, Del McCoury, Billy Strings, Junior Brown, Mary Chapin Carpenter, Claire Lynch, Elvis Costello, Howard Armstrong, Randy Travis, Lyle Lovett, Los hermanos Doobie, Robert Plant y Band of Joy, Sharon Gilchrist, The Avett, Tony Rice, François Vola, Old Crow Medicine Show, Steve Martin y los Steep Canyon Rangers, Zac Brown Band, Dierks Bentley, Linda Ronstadt, Levon Helm, Taj Mahal, Bruce Hornsby, Cadillac Sky  y Vince Gill .